# Салазар, Альберто
Альберт Салазар — американский легкоатлет, который специализировался в марафоне. Серебряный призёр чемпионата мира по кроссу 1982 года. Занял 17-е место в беге на 10 000 метров на чемпионате мира 1983 года. На олимпийских играх 1984 года занял 15-е место с результатом — 2:14.19. Чемпион США 1981 и 1983 годов в беге на 10 000 метров, а также чемпион США по кроссу 1978 года. В 1994 году выиграл сверхмарафон The Comrades.
В настоящее время работает тренером в Юджине, штат Орегон. Тренирует таких известных спортсменов как Гален Рапп и Мо Фарах, а также молодую и перспективную спортсменку Мэри Кейн. В настоящий момент дисквалифицирован  из спорта на 4 года,по обвинению в контрабанде тестостерона. По обвинению публично выступили бывшие спортсмены Альберто Салазара - Кара Гучер и бывший помощник Салазара Стив Магнесс,USADA выдвинула допинговые обвинения против Салазара в марте 2017.

## Достижения
- 1980:  Нью-Йоркский марафон — 2:09.41
- 1981:  Нью-Йоркский марафон — 2:08.12
- 1982:  Бостонский марафон — 2:08.52
- 1982:  Нью-Йоркский марафон — 2:09.29